# Романово (Московская область)
Романово — деревня в Наро-Фоминском районе Московской области, входит в состав сельского поселения Атепцевское. Численность постоянного населения по Всероссийской переписи 2010 года — 4 человека, в деревне числятся гск и 8 садовых товариществ. До 2006 года Романово входило в состав Каменского сельского округа.
Деревня расположена на юге центральной части района, у границы с Калужской областью, по правому берегу реки Нары, у истока безымянного правого притока, высота центра над уровнем моря 198 м. Ближайшие населённые пункты — Курапово в 1 км на север и Рыжково в 1,5 км на северо-восток.
Фактически деревни Романово не существует. Она должна была быть полностью снесена в 1971 году. Но по факту 20 сельских жителей отказались от переселения, и на данный момент внутри многочисленных СНТ находятся дома деревни, в том числе остались дома постройки 1942 года. На месте бывшей деревни находится скопление садовых участков.
В деревне находятся два памятника героям Великой Отечественной войны.